# 比利·摩根
比利·摩根（英語：Billy Morgan，1989年4月2日—），英国男子单板滑雪运动员。他曾代表英国参加2014年和2018年冬季奥林匹克运动会单板滑雪比赛，其中2018年冬季奥运会获得一枚铜牌。